# Герб Торскен
Герб Торскен (норв. Torsken) — опознавательно-правовой знак коммуны Торскен, губернии  Тромс в Норвегии, составленный и употребляемый в соответствии с геральдическими (гербоведческими) правилами, и являющийся официальным символом муниципального образования и символизирующий его достоинство и административное значение.
Герб Торскен был утверждён 23 марта 1990 года.

## Описание
Представляет собой геральдический щит треугольной формы, на котором на чёрном поле помещён золотой крест, состоящий из четырёх соединенных морских якорей.
Крест — символ христианства, якоря — местного порта, от которого во многом зависит жизнь и экономика Торскена.